# Urán-monofoszfid
Az urán-monofoszfid szervetlen vegyület, képlete UP. Radioaktív.

## Fordítás
Ez a szócikk részben vagy egészben  az   Uranium monophosphide című angol Wikipédia-szócikk ezen változatának fordításán alapul.  Az eredeti cikk szerkesztőit annak laptörténete sorolja fel. Ez a jelzés csupán a megfogalmazás eredetét és a szerzői jogokat jelzi, nem szolgál a cikkben szereplő információk forrásmegjelöléseként.